# پروتکل آراف‌بی
پروتکل آراف‌بی (به انگلیسی: RFB Protocol) یک پروتکل ساده است که برای دسترسی از راه دور به واسط‌های گرافیکی کاربر استفاده می‌شود و همانطور که از نامش پیداست در سطح فریم بافر کار می‌کند. این پروتکل قابل اعمال بر همهٔ برنامه‌های کاربردی و سیستم‌هایی است که به نوعی با پنجره‌ها سر و کار دارند. از میان این سیستم‌ها می‌توان به x۱۱، ویندوز و مکینتاش اشاره کرد. آراف‌بی پروتکلی است که در محاسبات شبکه‌های مجازی VNC نامیده می‌شود و کاربرد فراوانی دارد.
هر چند آراف‌بی در ابتدا به عنوان یک پروتکل نسبتاً ساده به وجود آمد، به مرور زمان گسترش یافت و امکانات محتلفی به آن افزوده شد. گسترش آراف‌بی امکانات انتقال فایل و فشرده‌سازی به روش‌های پیچیده را امکان‌پذیر ساخت و امنیت سیستم را افزایش داد. برای حفظ سازگاری این سیستم با پیاده‌سازی مختلفی کلاینت و سرور VNC، کلاینت‌ها و سرورها باید بتوانند با استفاده از آراف‌بی با یکدیگر ارتباط برقرار کنند و اطلاعات را رد و بدل کنند. پروتکل آراف‌بی تضمین می‌کند که مناسب‌ترین انتخاب‌های فشرده سازی و تأمین امنیت را که هر دو سیستم کلاینت و سرور قادر به پشتیبانی از آن باشند را به کار گیرد.
پیدایش آراف‌بی به سال ۱۹۹۸ باز می‌گردد. آراف‌بی در ابتدا به عنوان یک فناوری ساده برای نمایش از راه دور سیستم‌ها به وجود آمد. در حقیقت کاربرد اولیه آن ساده کردن فناوری‌های موجود در در آن زمان بود. به زودی و با توسعه VNC، پروتکل آراف‌بی یک کاربرد ثانویه و مهم تر پیدا کرد. VNC به عنوان یک نرم‌افزار متن‌باز منتشر شد و آراف‌بی را به عنوان پروتکل استاندارد به کار گرفت.